# Anthony Franciosa
Anthony George Franciosa, rodným jménem Anthony George Papaleo (25. října 1928 New York – 19. ledna 2006 Los Angeles), byl americký herec, často uváděn jako Tony Franciosa.

## Život
Anthony George Papaleo se narodil 25. října 1928 v newyorské čtvrti Little Italy do italsko-americké rodiny. Po střední škole pracoval jako svářeč, lodní stevard a kuchař. V osmnácti letech začal chodit na hodiny tance do YMCA, kde mu byla nabídnuta role v představení Racek, a tato zkušenost v něm vzbudila touhu stát se hercem.
Svou kariéru zahájil na divadelních prknech a prorazil ztvárněním bratra narkomana ve hře A Hatful of Rain, za což byl nominován na cenu Tony za nejlepší mužský herecký výkon ve hře. Svou roli si zopakoval i v její následné filmové adaptaci, za kterou získal v roce 1957 na filmovém festivalu v Benátkách cenu pro nejlepšího herce a byl nominován na Oscara za nejlepší mužský herecký výkon v hlavní roli.
Po přestěhování do Hollywoodu natočil řadu celovečerních filmů, například Tvář v davu (1957), Dlouhé horké léto (1958) a Career (1959), za který získal Zlatý glóbus za nejlepší mužský herecký výkon. V televizi hrál hlavní role v pěti televizních seriálech: sitcom Valentine's Day (1964–1965), drama The Name of the Game (1968–1971), Search (1972–1973), Matt Helm (1975) a Finder of Lost Loves (1984).
V pozdějších letech své kariéry hrál především v Evropě, kde se objevil v erotickém dramatu The Cricket (1980) a giallu Daria Argenta Temnota (1982). Jeho posledním filmem byl thriller Vyšší zájem (1996).
Zemřel 19. ledna 2006 ve věku 77 let v lékařském centru UCLA po těžké mrtvici. Zemřel pět dní po smrti své bývalé manželky, herečky Shelley Wintersové.

### Osobní život
Byl čtyřikrát ženatý a měl tři děti. Jeho první manželství s Beatrice Bakalyarovou skončilo rozvodem v roce 1957. Dne 4. května 1957 se oženil s herečkou Shelley Wintersovou. Manželství vydrželo do roku 1960. Další manželství uzavřel s Judith Balabanovou. Z tohoto svazku se narodila dcera Nina. Dne 27. listopadu 1970 uzavřel čtvrté a poslední manželství s Ritou Thielovou. Manželství trvalo až do jeho smrti v roce 2006. Pár měl dva syny, ekologického zemědělce Marca a herce Christophera.

## Filmografie (výběr)
- Tvář v davu (1957)
- A Hatful of Rain (1957)
- Dlouhé horké léto (1958)
- Career (1959)
- The Cricket (1980)
- Temnota (1982)
- Death Wish II (1982)
- Vyšší zájem (1996)